# Christian Amsler
Christian Amsler (* 21. November 1963; heimatberechtigt in Schaffhausen und Schinznach-Dorf) ist ein Schweizer Politiker (FDP).

## Biografie
Christian Amsler war vor seiner Wahl in die Schaffhauser Regierung Prorektor des Sektors Weiterbildung und Dienstleistungen der Pädagogischen Hochschule Schaffhausen und als solcher auch Leiter der Lehrerinnen- und Lehrerweiterbildung, der Berufseinführung und des Didaktischen Zentrums. 2020 wählte ihn die Schaffhauser Bevölkerung ab und ersetzte ihn durch Patrick Strasser (SP).
Von 1987 bis 1993 war er Präsident der Liberalen Vereinigung Stetten (heute Liberales Forum Stetten). Von 2000 bis 2008 stand er Stetten als Gemeindepräsident vor. Parallel dazu gehörte er von 2003 bis 2010 dem Kantonsrat an und war dort Fraktionspräsident der FDP-CVP-JF-Fraktion.
Vom 1. April 2010 bis 31. Dezember 2020 war Amsler gewählter Regierungsrat des Kantons Schaffhausen und stand dem Erziehungsdepartement vor. 2014 war er Regierungspräsident, im Jahr 2018 stand er zum zweiten Mal der Regierung vor. Zudem präsidierte er 2018 die Internationale Bodenseekonferenz IBK und 2017/2018 die Hochrheinkommission HRK. 2018 kandidierte er innerhalb der FDP für die Bundesratsvakanz nach dem Rücktritt von Bundesrat Johann Schneider-Ammann. Er stand seit 2010 dem Erziehungsdepartement vor mit den Bereichen Bildung, Sport, Kultur, Familie und Jugend, Kirchenwesen und Aussenbeziehungen.
Im Militär bekleidete er den Rang eines Obersts, präsidierte die Kantonale Offiziersgesellschaft Schaffhausen KOG und war zudem im Zentralvorstand der Schweizerischen Offiziersgesellschaft SOG. Er präsidierte von 2013 bis 2016 die Deutschschweizer Erziehungsdirektorenkonferenz (D-EDK) sowie die Interkantonale Lehrmittelzentrale (ilz). Er stand auch dem Steuerungsausschuss Lehrplan 21 vor.
Amsler ist mit einer Lehrerin verheiratet, hat drei erwachsene Kinder und lebt in Stetten.